# Team leader
Team Leader (pol. przywódca grupy) – menedżer obdarzony umiejętnościami przywódczymi oraz organizatorskimi, stojący na czele danej grupy, lub pracownik kierujący pracą danego zespołu.
Jest to osoba odpowiedzialna za wyniki zespołu. Do kompetencji team leadera należą m.in. integrowanie zespołu, ocenianie pracy, motywowanie oraz dostosowywanie zadań do możliwości pracowników w celu osiągania optymalnych wyników.